# I Concilio de Tarragona

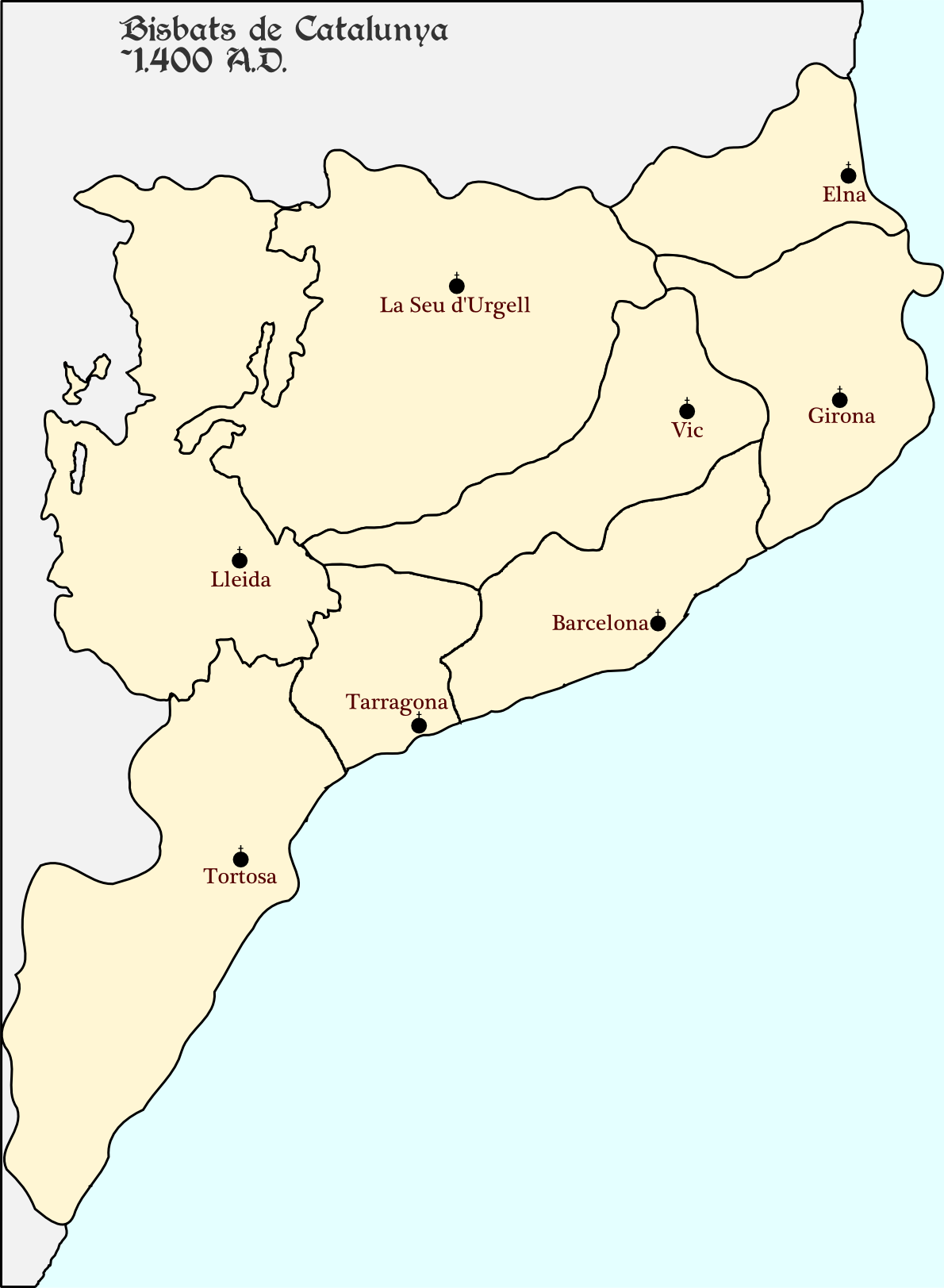
Mapa de las diócesis en Catalunia, circa 1400 d. C.

Para otros concilios de Tarragona, véaseː Concilio de Tarragona
El I Concilio de Tarragona fue un concilio celebrado en Tarragona (España) en noviembre de 516.
La primera presencia documental de un obispo de Cartagena se refiere al obispo Héctor, quien asiste al Concilio. También participó Nebridio de Egara y en las actas firmó "Nibridius minimus sacerdotum, Sanct Ecclesia Egarensis minister" en último lugar por orden de antigüedad, lo que indica que hacía poco que había sido consagrado obispo.